# Hautes terres
Pour les articles homonymes, voir Highland.
Les hautes terres, ou hauts plateaux, sont toute région montagneuse ou plateau montagneux élevé. D'une manière générale, les hautes terres se réfèrent à des chaînes de collines généralement jusqu'à 500–600 m. Le terme « hauts plateaux » est généralement réservé aux chaînes de basses montagnes. 

## Hautes terres dans le monde
Les hauts plateaux les plus connus sont probablement les hauts plateaux Highlands du nord de l'Écosse, la région montagneuse au nord et à l'ouest de la faille Highland Boundary La zone du conseil des Highlands est une zone de gouvernement local dans les Highlands écossais et la plus grande zone de gouvernement local de Grande-Bretagne. 
De nombreux pays ont des zones qui sont officiellement ou officieusement appelées « hautes terres » (ou highlands). En dehors de l'Écosse, il s'agit de parties du Tibet, Éthiopie, Canada, Kenya, Érythrée, Yémen, Ghana, Nigéria, Papouasie-Nouvelle-Guinée, Syrie, Turquie et Cantabrie. 
Les termes synonymes utilisés dans d'autres pays incluent : 
- high country, utilisé en Nouvelle-Zélande, en Nouvelle-Galles du Sud, au Victoria, en Tasmanie et au Southern Queensland en Australie, et certaines parties des États-Unis (notamment l'Ouest de la Caroline du Nord) ;
- Highveld, utilisé en Afrique du Sud ;
- « toit du monde »[4] utilisé pour le Tibet.

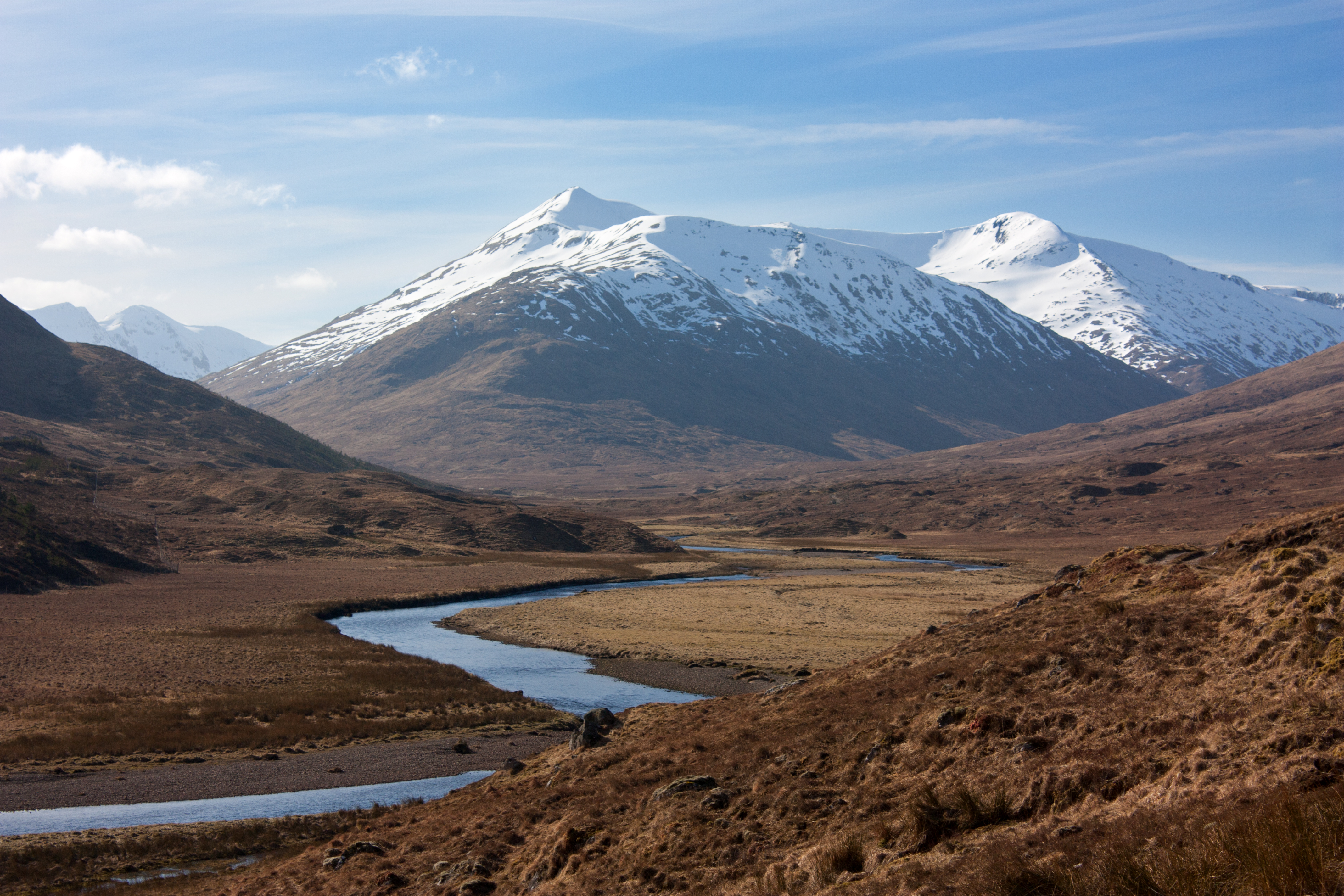
Glen Affric dans les Highlands écossaises.

Les hauts plateaux d'Australie sont souvent au-dessus de l'altitude de 500 m. Ces régions reçoivent souvent des chutes de neige en hiver. La plupart des hauts plateaux mènent à de grandes régions montagneuses alpines ou subalpines telles que les Alpes australiennes, les Snowy Mountains, la Great Dividing Range, les Northern Tablelands et les Blue Mountains. La région la plus montagneuse de Tasmanie est la région des hauts plateaux du centre, qui couvre la plupart des parties du centre-ouest de l'État. Beaucoup de ces régions sont des régions alpines très élevées.
Les Ozarks couvrent près de 120 000 km2, ce qui en fait la région montagneuse la plus étendue entre les Appalaches et les montagnes Rocheuses. Cette région contient certaines des roches les plus anciennes d'Amérique du Nord.
Une colonne vertébrale de montagnes parcourt l'île de Nouvelle-Guinée, formant une région montagneuse peuplée. 
Les hauts plateaux du centre de Sri Lanka sont des forêts tropicales, où l'altitude atteint 2 500 m. Les forêts pluviales montagneuses du Sri Lanka représentent les forêts humides montagnardes et submontagnardes de plus de 1 000 m dans les hautes terres centrales et dans les monts Knuckles. La moitié des plantes à fleurs endémiques du Sri Lanka et 51 % des vertébrés endémiques sont limités à cette écorégion. 
Les hauts plateaux d'Islande couvrent environ 40 % du pays et sont pour la plupart inhospitaliers pour les humains. 
La région naturelle montagneuse des hauts plateaux thaïlandais se trouve dans le Nord de la Thaïlande. 
Les Cameron Highlands sont une région montagneuse et une station de montagne dans le Nord de la Malaisie. 
Shillong en Inde dans l'État de Meghalaya est une station de montagne entourée de hauts plateaux. Les officiers du Raj britannique ont qualifié Shillong d'« Écosse de l'Est ».

## Autres planètes
Les continents de hautes terres - ou terrae - sont des zones de terrain topographiquement instables, avec de hauts sommets et des vallées. Ils ressemblent aux hautes terres de la Terre, mais le terme est appliqué à des zones beaucoup plus grandes sur d'autres planètes. Ils peuvent être trouvés sur Vénus, Mercure, Mars et la Lune.